# Brennerei Weygand
Die Brennerei Weygand war eine Schnapsfabrik in Hattingen. Sie zählte zu den großen Herstellern von Spirituosen im Ruhrgebiet.

## Geschichte
Die Brennerei wurde 1804 von August Weygand auf dem Gelände des ehemaligen Rittergutes Kliff gegründet. 
Das Kerngelände der Firma lag später direkt an der Altstadt. Das Unternehmen erlosch 1972. Der 48 Meter hohe rote Schornstein wurde 1972 gesprengt. Auf dem Gelände wurde ein Kaufhaus errichtet, heute befindet sich hier das Reschop Carré. Der Schnapsfabrikant Hans Rother aus Werne übernahm Lizenzen und Rezepte und verpflichtete sich, noch bis 1983 Weygand-Produkte auf den Markt zu bringen. Das Unternehmen Rother erlosch 1985.
Zu den Häusern der Familie Weygand zählte die spätere Villa Schack.